# Umar Cheema
Pour l’article homonyme, voir Cheema.

Umar Cheema, né en juillet 1978, est un journaliste d'investigation pakistanais, rédacteur du journal The News. En 2008 il a remporté le bourse Daniel-Pearl (en), qui lui a permis de devenir le premier boursier de cette fondation à travailler au New York Times. Il a également été boursier, grâce au Chevening Scholarship (en), à la London School of Economics où il a obtenu une maîtrise universitaire ès sciences irénologie.
Le 4 septembre 2010 il a été enlevé, battu, fouetté et agressée sexuellement par un groupe d'assaillants à Islamabad. Ils lui ont également rasé la tête, les sourcils, et la moustache,. Umar Cheema a indiqué que ses agresseurs lui avaient demandé s'il essayait de discréditer le gouvernement avec ses articles, lui laissant entendre qu'ils appartenaient à l'Inter-Services Intelligence, les services de sécurité pakistanais.
À la suite de cet incident, le New York Times a publié un éditorial réclamant au gouvernement pakistanais d'« indiquer clairement qu'il ne sera plus complice ou tolérant avec de genre de comportement ... [et] d’identifier qui a enlevé M. Cheema et les traduire en justice ». Le Comité pour la protection des journalistes a relayé cet appel, qualifiant l'agression de « message envoyé à tous les journalistes du Pakistan [et] ne venant pas des talibans ou d'Al-Qaïda ». En raison de son courage dans son travail de journaliste et de sa volonté de parler publiquement de cette agression au risque de sa vie, le Comité pour la protection des journalistes a récompensé Umar Cheema du prix international de la liberté de la presse du Comité pour la protection des journalistes. Le 14 avril 2011 il a reçu le prix Tully Center for Free Speech (en) de l'université de Syracuse.